# Pagėgiai
Pagėgiai è una città della Lituania.
Storicamente legata alla Germania, era nota con il nome di Pogegen. Passò alla Lituania dopo la prima guerra mondiale.